# Alan Jack Charig
Alan Jack Charig (1. července 1927 – 15. července 1997) byl britský vertebrátní paleontolog, který se svou literární činností významně podílel na popularizaci dinosaurů a dalších pravěkých obratlovců u široké veřejnosti, a to zejména od 70. let minulého století.
Charig většinu profesionálního života strávil v Londýnském BMNH. Zabýval se zejména dinosaury a jejich archosauřími předky. Podílel se například na popisu spodnokřídového teropoda baryonyxe. Hodně také cestoval, a zkoumal fosilní i recentní faunu na mnoha světových kontinentech (vedl například expedice Britského muzea do Peru, Zambie, Tanzanie, Lesotha a Queenslandu).